# Разъезд 53
Разъе́зд 53 (каз. №53-темір жол айрығы) — разъезд в Мугалжарском районе Актюбинской области Казахстана. Входит в состав Журынского сельского округа. Код КАТО — 154845600.

## Население
В 1999 году население разъезда составляло 118 человек (59 мужчин и 59 женщин). По данным переписи 2009 года, в разъезде проживало 126 человек (60 мужчин и 66 женщин).